# Козелужье (Хойникский район)
Козелужье (бел. Казялужжа) — деревня в Судковском сельсовете Хойникского района Гомельской области Республики Беларусь.

## География

### Расположение
В 3 км на запад от районного центра и железнодорожной станции Хойники (на ветке Василевичи — Хойники от линии Гомель — Калинковичи), в 106 км от Гомеля.

## Транспортная сеть
На автодороге Хойники — Мозырь. Планировка состоит из чуть изогнутой, почти меридиональной улицы, к которой на юге присоединяется короткая прямолинейная улица. Застройка двусторонняя, деревянная, усадебного типа. В 1986-87 годах построены кирпичные дома на 50 квартир, в которых поселились переселенцы из загрязнённых радиацией мест после катастрофы на Чернобыльской АЭС.

## История

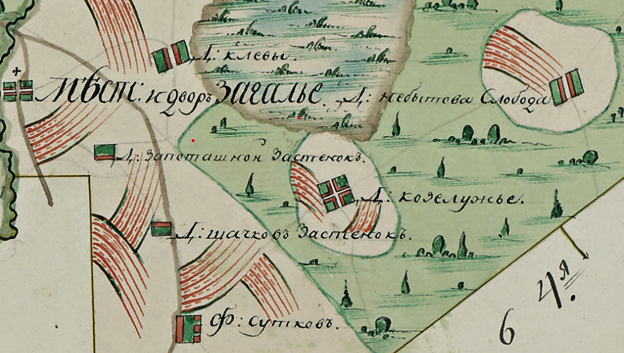
Местечко и двор Загалье, деревня Козелужье на схематическом плане Речицкого уезда 1800 г.

Согласно письменным источникам деревня “Kozie Łozy” изначально располагалась в Мозырском повете Минского воеводства ВКЛ. Известна из декрета 9 мая 1618 г. о выдаче сбежавших оттуда в Хойники или Новый Харленж к Николаю и Гальшке Харлинским селян, подданных Гальшки и Михала Лозков. В XVII — XVIII вв. деревня относилась к Загальскому староству. В Российской империи — также в составе казённого имения Загалье. В пореформенной России деревня Козелужье была в составе Хойникской волости Речицкого уезда Минской губернии. В 1879 году обозначена в числе селений Загальского церковного прихода. Согласно переписи 1897 года действовали часовня, хлебозапасный магазин.
С 8 декабря 1926 года до 30 декабря 1927 года и с 30 июня 1966 года центр Козелужского сельсовета Хойникского района. В 1931 году организован колхоз. Во время Великой Отечественной войны оккупанты частично сожгли деревню. 78 жителей погибли на фронте. Согласно переписи 1959 года центр совхоза «Хойники». Расположены средняя школа (в 1997 году построено новое кирпичное здание), Дом культуры, библиотека, фельдшерско-акушерский пункт, отделение связи, магазин.
До 31 декабря 2009 года центр Козелужского сельсовета. До 31 декабря 2009 года в Дворищанском сельсовете, который переименован в Судковский.
На средства Марии Шараповой в Козелужье построен теннисный корт.

## Население

### Численность
2021 год — 487 жителей, 217 хозяйств

### Динамика
- 1850 год — 187 жителей, 31 двор
- 1897 год — 548 жителей, 92 двора (согласно переписи)
- 1908 год — 575 жителей, 103 двора
- 1930 год — 689 жителей, 147 дворов
- 1959 год — 900 жителей (согласно переписи)
- 2004 год — 586 жителей, 235 хозяйств
- 2021 год — 487 жителей, 217 хозяйств

## Инфраструктура
- Козелужское лесничество ГЛХУ "Хойникский лесхоз"[2]

## Культура
- Козелужский сельский Дом культуры — Филиал ГУК "Хойникский районный Дом культуры"
- Музей ГУО "Козелужская средняя школа"

## Достопримечательность
- Памятник землякам, погибшим в годы Великой Отечественной войны (1970)[3]